# Kleine voorjaarsspanner
De kleine voorjaarsspanner (Agriopis leucophaearia) is een nachtvlinder uit de familie Geometridae (spanners). De mannetjes hebben een spanwijdte van 23 tot 28 millimeter. De vleugels zijn vaak van twee gekromde donkere lijnen voorzien maar zeer variabel van kleur. Vrouwtjes hebben slechts stompje als vleugel en kunnen dus niet vliegen, ze wachten op een boomstam op een mannetje om mee te paren. Er is dus sprake van seksuele dimorfie.

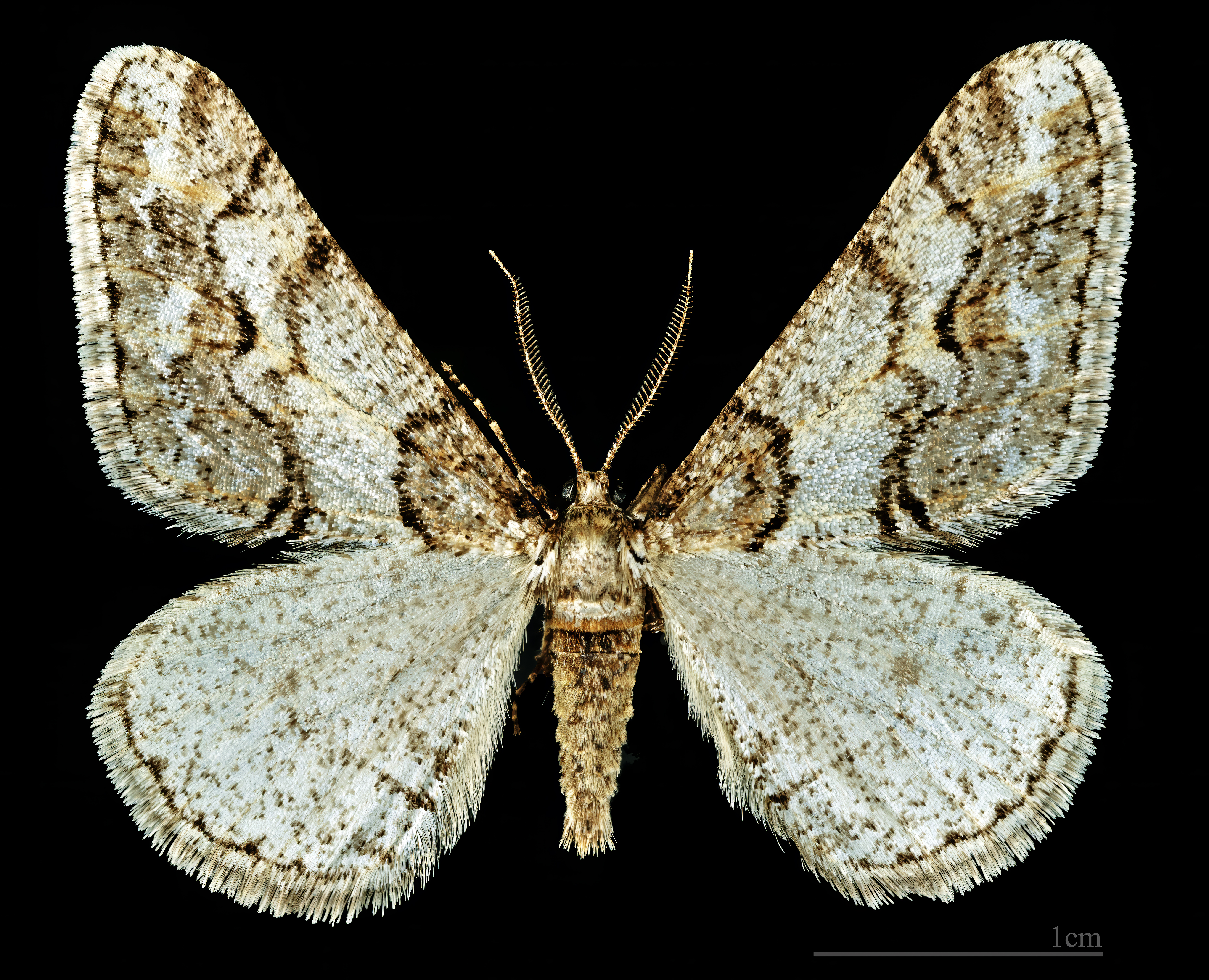
♂
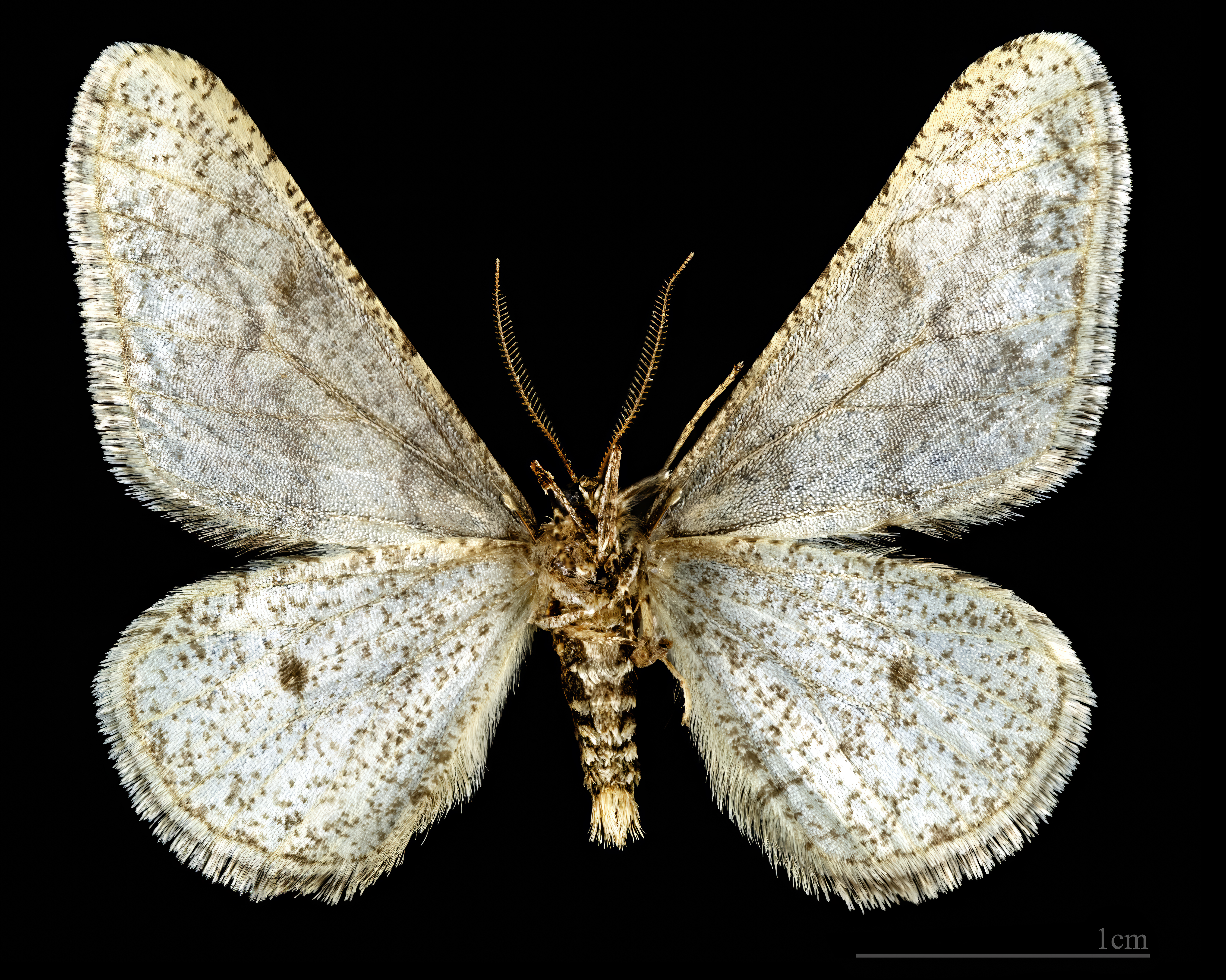
♂ △

Als leefgebied geeft de vlinder de voorkeur aan zandgronden zoals duinen en is algemeen in Nederland en België. De waardplant van de rupsen zijn eiken. De vliegtijd is van februari tot in april. Van april tot in juni voedt de rups zich vooral op eiken, maar ook op andere loofbomen om vervolgens als pop onder de grond te overwinteren.